# Mýtinka (Měděnec)
Mýtinka (německy Rödling) je malá vesnice, část obce Měděnec v okrese Chomutov. Nachází se v Krušných horách v nadmořské výšce 650–800 metrů, asi tři kilometry jihozápadně od Měděnce. Dolní část vesnice přímo navazuje na zástavbu Vykmanova, od kterého je oddělena Hučivým potokem. Vesnice vznikla na počátku sedmnáctého století a její dějiny jsou spojeny s těžbou železné rudy a vápence. Mýtinka je také název katastrálního území o rozloze 0,97 km².

## Název
Vesnice byla pojmenována podle lesa Raytling, který se nad ní původně nacházel. Název lesa byl pravděpodobně odvozen ze slova Reutling, což byla mečovitá zbraň, nebo ze slova Reut (klučenina, kopanina). V historických pramenech se jméno vesnice vyskytuje ve tvarech Redling (1787) nebo Rödling (1846).

## Historie
Mýtinka vznikla a získala své jméno podle lesa Raytling, který rostl na panství hradů Himlštejn a Hauenštejn. Šlikové okolní krajinu připojili k vintířovskému panství, které získali roku 1532 do zástavy. První písemné zmínky o vesnici pochází až z let 1617–1621, a nacházejí se v bočské farní kronice, podle které v Mýtince tehdy žilo pět lidí. Sídlo bylo nejspíše tvořené rozptýlenou zástavbou v sousedství řady železnorudných dolů, které v okolí existovaly již v první polovině šestnáctého století. Pozůstatky po dolování se dochovaly například na návrší zvaném Kalkberg (865 metrů) západně od vesnice.
S dolováním jsou spojené také pozdější dějiny vesnice. V polovině osmnáctého století byly některé staré doly obnoveny. V jednom z nich se dvěma štolami dobývala čočka magnetitu na vápencovém podloží. Magnetit se těžil také v letech 1830–1844 v dole František (též Fricova šachta) na levém břehu Hučivého potoka. Poslední pokusy o těžbu železné rudy podnikl roku 1860 svobodný pán z Riese-Stallburgu, který o čtyři roky později koupil perštejnskou železárnu. Provoz dolů byl ještě před rokem 1867 ukončen.
Posledním hornickým podnikem v Mýtince byl na počátku devatenáctého století otevřený vápencový lom, jehož zatopená jáma se nachází v těsném sousedství silnice na okraji Vykmanova. Z vápence se přímo na místě jednoduchých způsobem v zemi pálilo vápno. Roku 1859 vápenku získal do pronájmu Josef Weinert, který vzápětí nechal vybudovat moderní pec provozovanou až do roku 1880. Roční produkce vápna v roce 1861 dosáhla 369 hektolitrů. O tři roky později celý provoz koupil J. Scharr, který nechal postavit koksovou pec a v sousedství otevřel hostinec s kovárnou. Roku 1864 vápenku koupili Thunové z kláštereckého zámku, kteří ji znovu pronajali Josefu Weinertovi. Někdy v té době byla vybudována silnice z Perštejna do Horní Halže, čehož Josef Weinert využil, a na místě staré pece postavil novou s větší kapacitou. Josef Weinert vápenku provozoval až do roku 1880. Po něm ji na dva a půl roku převzala přísečnická společnost a po ní správa kláštereckého panství. Vápenec se zde zpracovával až do dvacátých let dvacátého století, ale odvážel se také do pecí u perštejnského nádraží a v Lužném. Po uzavření vápenky se vápenec dodával do vysokých pecí v Kladně. Těžba v lomu byla ukončena až roku 1962.
Přírodní podmínky Mýtinky nejsou vhodné pro zemědělství, a proto lidé pracovali kromě vápenky zejména v lese, v okolních drobných podnicích a podomácku vyráběli krajky a pozamenty. Roku 1905 vyhořel J. Scharrem založený hostinec, a v důsledku požáru musela být stržena i kovárna s koksovou pecí. Na rozdíl od nich byl hostinec v následujícím roce opraven. O pět let později v Mýtince fungovaly dvě hospody a řemeslo provozovali tesař a bednář.
V průběhu druhé poloviny dvacátého století se vesnice téměř vylidnila a většina domů byla upravena k rekreačním účelům.

## Obyvatelstvo
Při sčítání lidu v roce 1921 zde žilo 111 obyvatel (z toho 53 mužů) německé národnosti a římskokatolického vyznání. Podle sčítání lidu z roku 1930 měla vesnice sto obyvatel se stejnou národnostní a náboženskou strukturou.
Od roku 1797 patřila Mýtinka s výjimkou dvou domů k perštejnské farnosti, zatímco oba zbývající domy byly přifařeny k Měděnci. Děti docházely do školy v Horní Halži.
|                                                                       | 1869 | 1880 | 1890 | 1900 | 1910 | 1921 | 1930 | 1950 | 1961 | 1970 | 1980 | 1991 | 2001 | 2011 | 2021 |
| --------------------------------------------------------------------- | ---- | ---- | ---- | ---- | ---- | ---- | ---- | ---- | ---- | ---- | ---- | ---- | ---- | ---- | ---- |
| Obyvatelé                                                             | 97   | 94   | 125  | 134  | 96   | 111  | 100  | 14   | 9    | 4    | 4    | 1    | 1    | 12   | 11   |
| Domy                                                                  | 17   | 16   | 19   | 19   | 17   | 17   | 17   | 14   | —    | 2    | 3    | 4    | 5    | 4    | 6    |
| Počet domů z roku 1961 je zahrnut v celkovém počtu domů obce Měděnec. |      |      |      |      |      |      |      |      |      |      |      |      |      |      |      |

## Obecní správa
Po zrušení poddanství se Mýtinka roku 1850 stala samostatnou obcí. Roku 1868 byla osadou Měděnce, se kterým patřila do okresu Kadaň. V období 1879–1949 patřila k Vykmanovu, který se nacházel v letech 1880–1930 v okrese Přísečnice. Od roku 1950 je Mýtinka opět částí obce Měděnec. Do roku 1960 se spolu nacházely v okrese Karlovy Vary-okolí a poté se staly součástí okresu Chomutov.

## Další fotografie

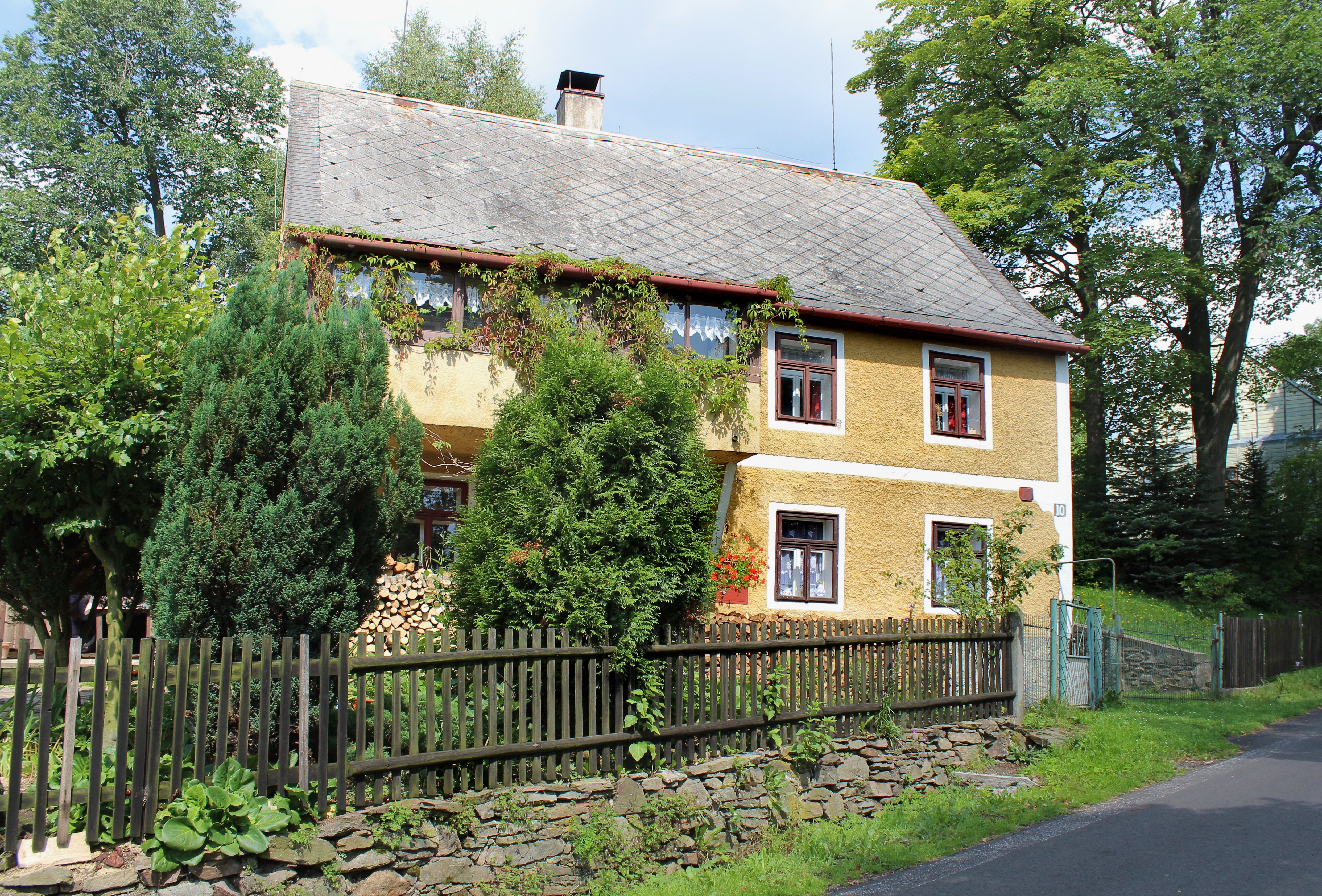
Dům u hlavní silnice
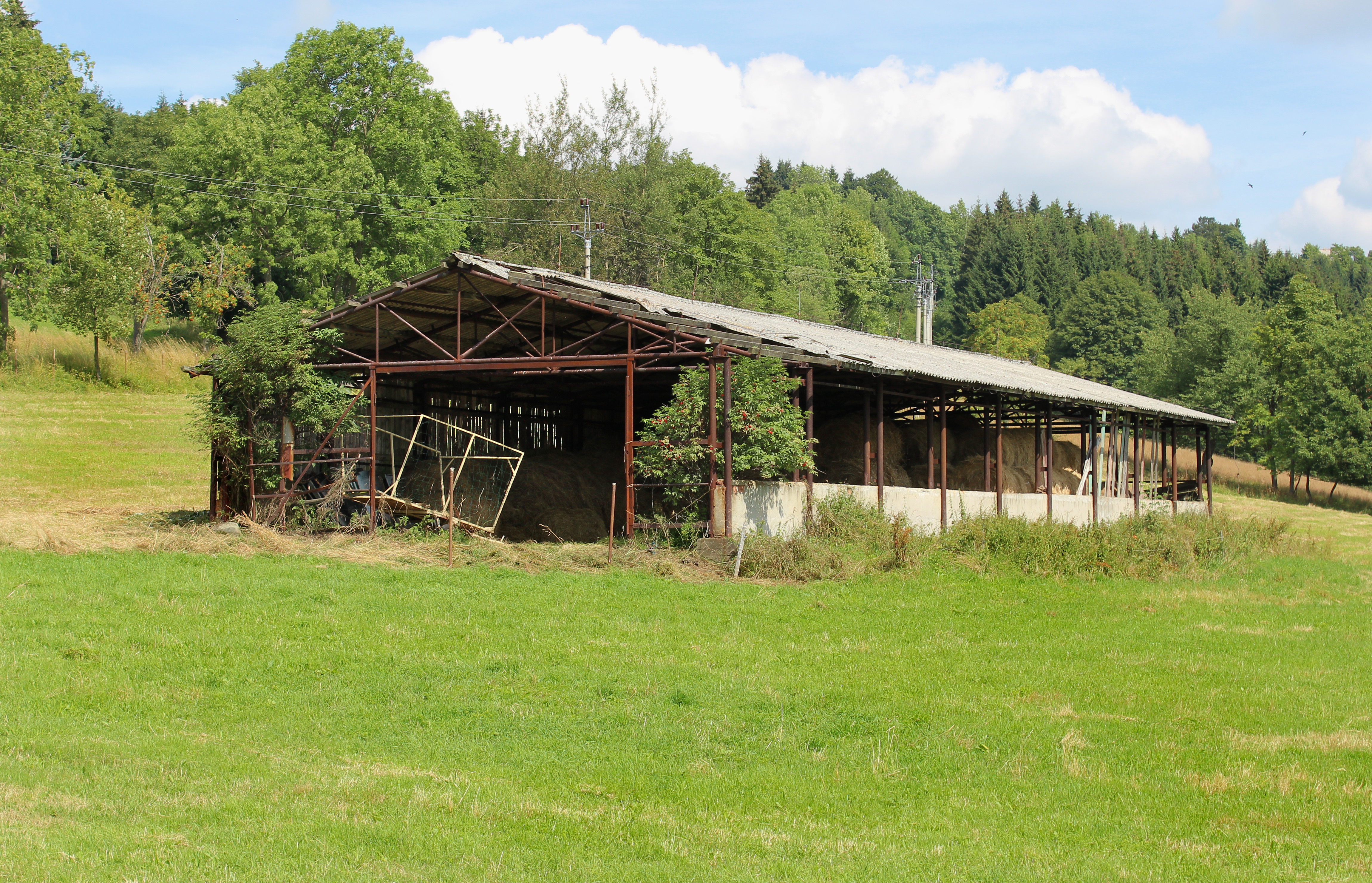
Rozpadající se seník
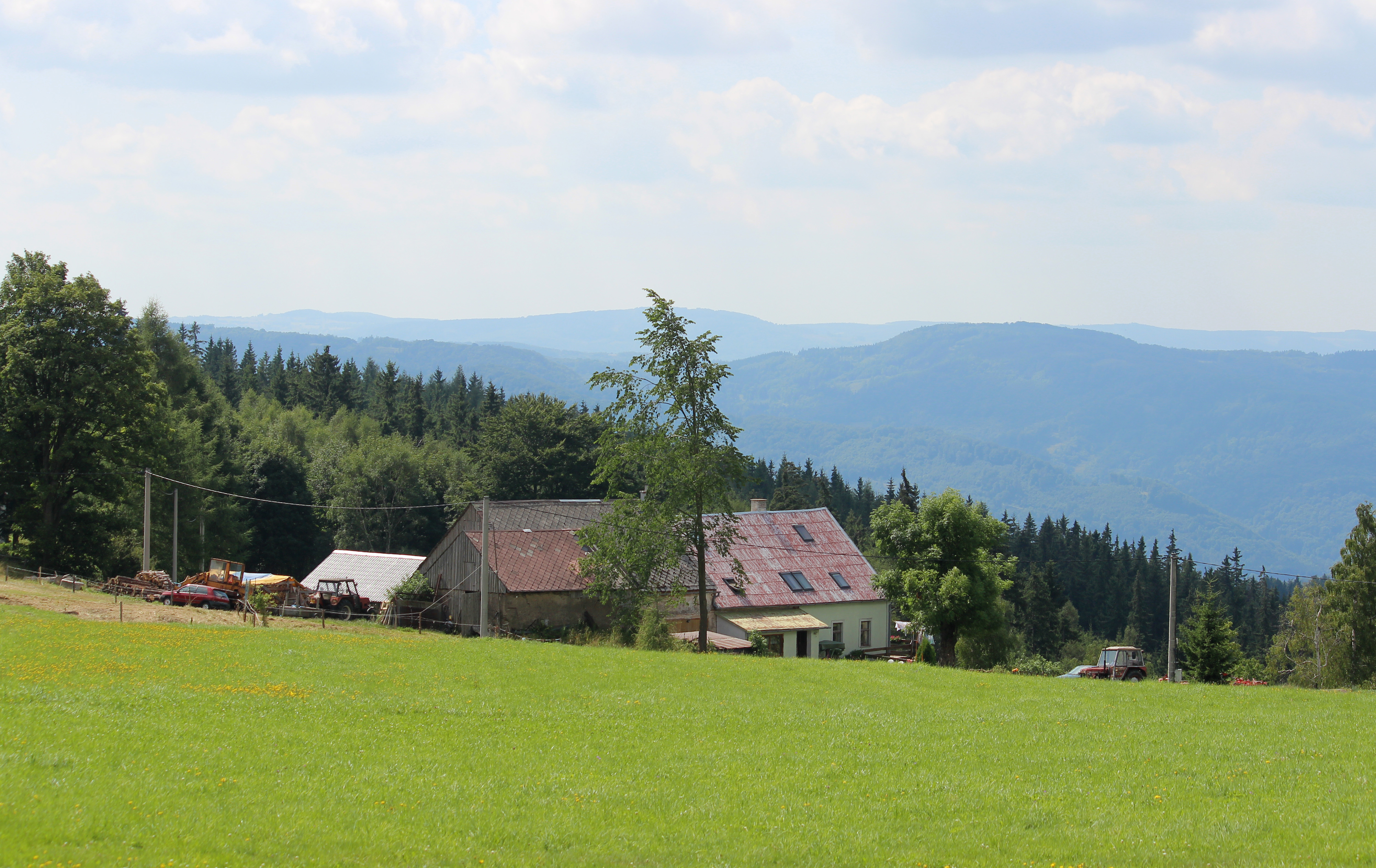
Výhled na hřebeny Krušných hor